# Ville nouvelle (Maroc)
Pour l’article homonyme, voir Ville nouvelle.
Le principe de ville nouvelle n'est pas une nouveauté de la politique urbaine menée au Maroc. Il remonte au début du XXe siècle, lorsque des « villes nouvelles » (européennes) furent adjointes à des « villes anciennes » (médinas). Par exemple, l'extension du centre-ville de Rabat, qui constitue aujourd'hui la majeure partie de l'arrondissement Hassan où se situe entre autres l'avenue Mohammed V et le Parlement, est issu de la période du protectorat. 
Les dernières « villes nouvelles » créées, amenées à devenir « anciennes », font partie d'un vaste programme lancé en 2004, en prévoyant quinze à l'horizon de 2020. Huit ans après, à mi-parcours d'ici 2020, seule l'existence de quatre d'entre elles a pu être constatée : Tamansourt, Tamesna, Lakhyayta et Chrafat.
À noter toutefois la construction prochaine d'une éco-cité nommée Zenata, en pleine agglomération casablancaise.